# 肥薩おれんじ鉄道HSOR-100形気動車
肥薩おれんじ鉄道HSOR-100形気動車（ひさつおれんじてつどうHSOR-100がたきどうしゃ）は、肥薩おれんじ鉄道が保有する気動車である。

## 概要
2003年、肥薩おれんじ鉄道線の開業（経営移管）に備えて準備した車両である。走行区間は交流電化区間のみだが、車両価格や維持費が高いため、軽快気動車を採用して運転コストの低減を図った。一般用のHSOR-101 - HSOR-117と、イベント催事用のHSOR-151, HSOR-152の計19両がある。

### 運行機器
新潟トランシスが製作したNDCシリーズと呼ばれる地方鉄道向け標準形気動車で、NDCシリーズの標準的な18m級の普通鋼製車体である。車両の製作期間が十分に確保できなかったことから、天竜浜名湖鉄道TH2100形気動車をベースとし、運用環境に即した仕様変更を行った車両として製作された。前面左右の窓の上部にそれぞれ前照灯を2個ずつ配し、貫通扉の上部にLED式の行先表示器を設け、前面窓下に尾灯を配置したため、印象はJR九州キハ125形気動車などとは異なるものとなっている。運行線区のホームについて、JR九州から肥薩おれんじ鉄道への経営移管の際バリアフリー対応として高さを110cmに嵩上げした一方、この車両自体は従来のNDCシリーズより低床化を図った設計とした。これにより列車とホームの段差がほぼなくなり、扉のステップがない のも特徴である。運転席には列車情報制御装置TICSを装備し、左手操作ワンハンドルマスコン を採用している。ATSはJRからの転換路線のためATS-SK形を搭載していたが、鹿児島本線へ乗り入れる運用があるため、JR九州で設置の進むATS-DK形を搭載する改造を行っている。DK形搭載車両は車両番号の末尾に"A"が付与され、現車の車番表記はHSOR-101A - HSOR-117AおよびHSOR-151A, HSOR-152Aとなっている。
エンジンは、新潟原動機製DMF13HZ型直噴式ディーゼルエンジン（最大出力330ps） を1基搭載し、変速機は自冷式変速1段・直結3段のTACN-33-1602を採用している。運行区間が長いことから、燃料タンクは700リットル の大容量のものを備えている。

### 内装
座席は101 - 117がロングシートと固定式クロスシートを組み合わせたセミクロスシートで、151, 152は転換クロスシートである。
ワンマン運転を行うため、自動放送装置、ドアチャイム、LED式運賃表示器、運賃箱、整理券発行機など、ワンマン運転に必要な機器を搭載している。
また、長距離運用のため真空式のバリアフリー対応の洋式トイレを装備している。自動券売機で発売している乗車券や車内発行の整理券はバーコード式印字のため、運賃箱も券面バーコードの読み取りが可能なタイプを装備している。また運賃箱には両替機能も付いており、1000円紙幣と500円、100円、50円の各硬貨の両替が可能である。

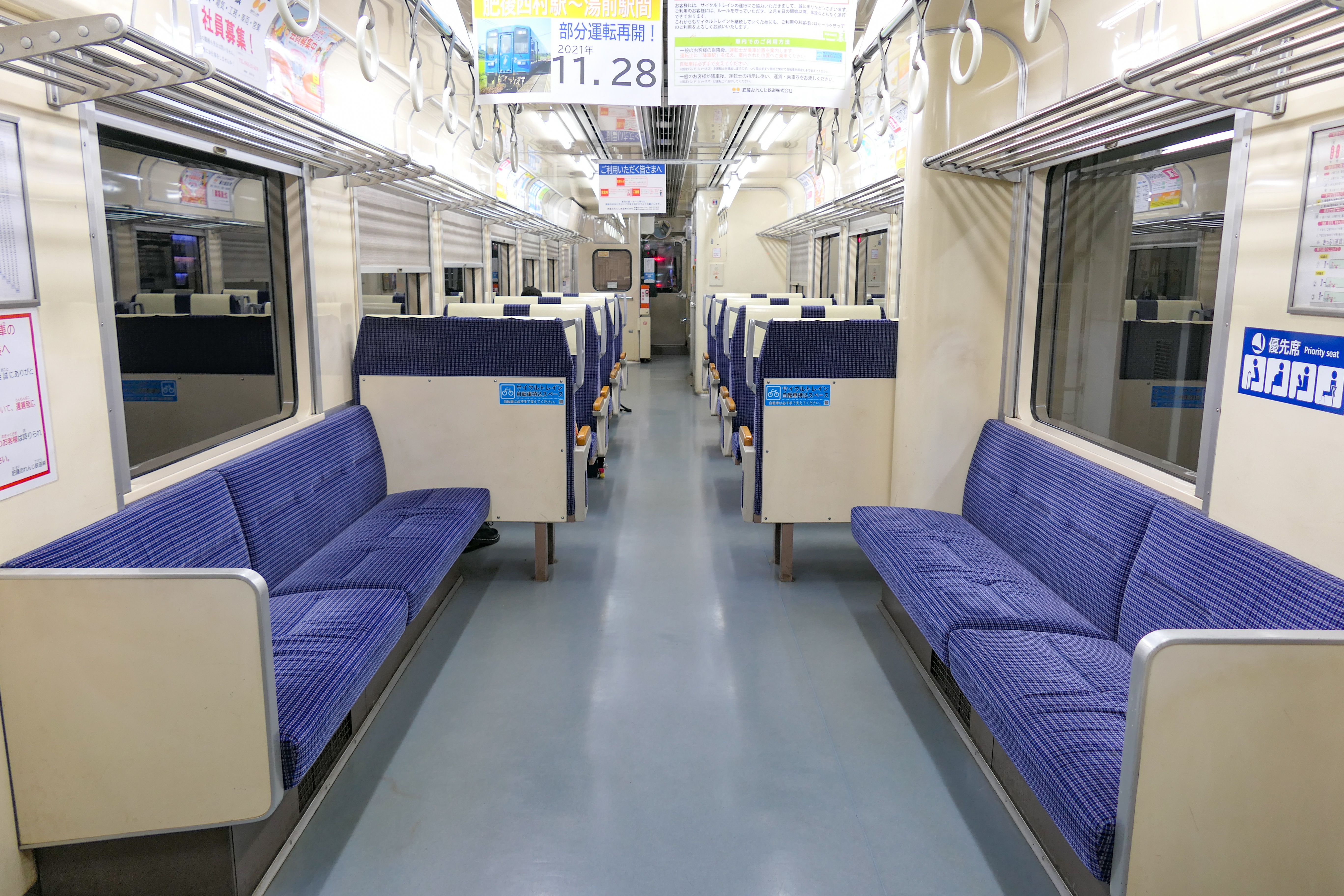
セミクロスシート車内
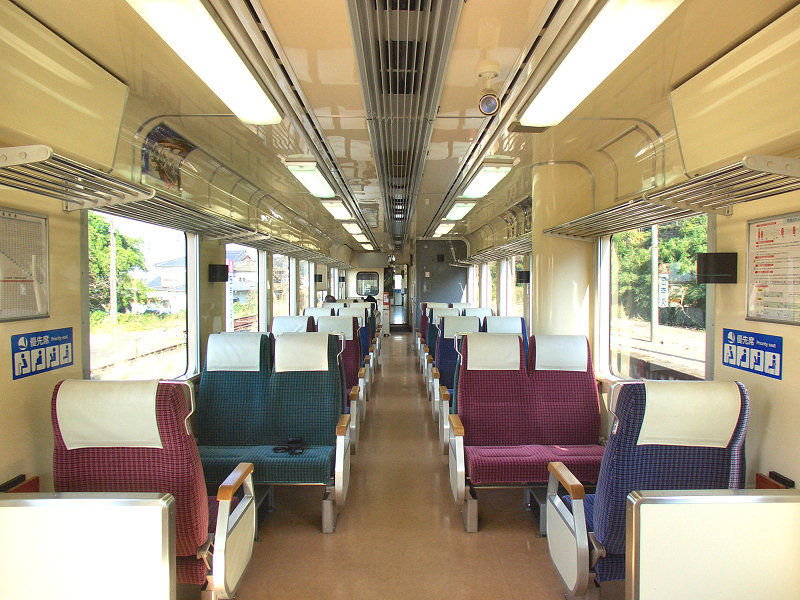
転換クロスシート車内
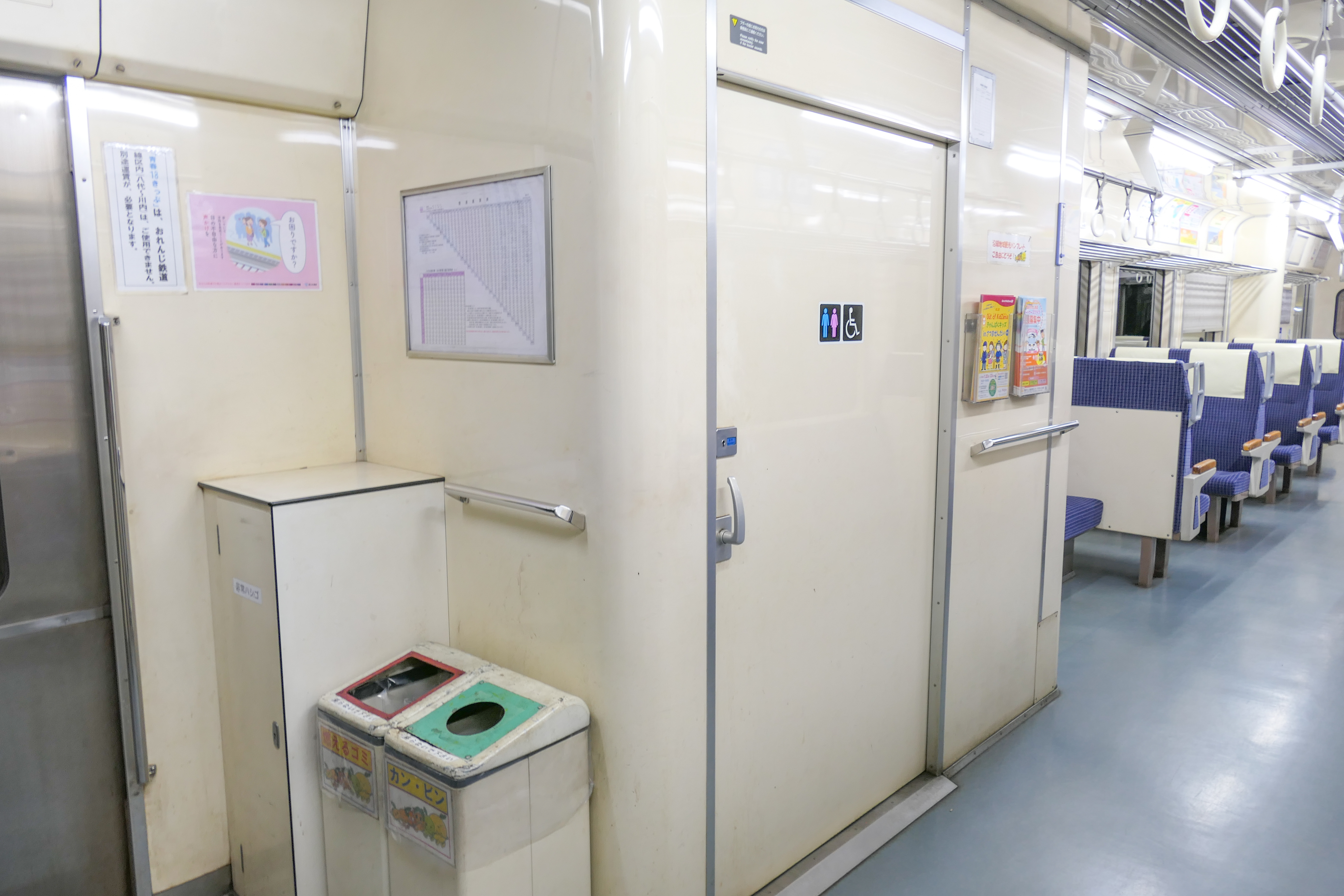
トイレ付近
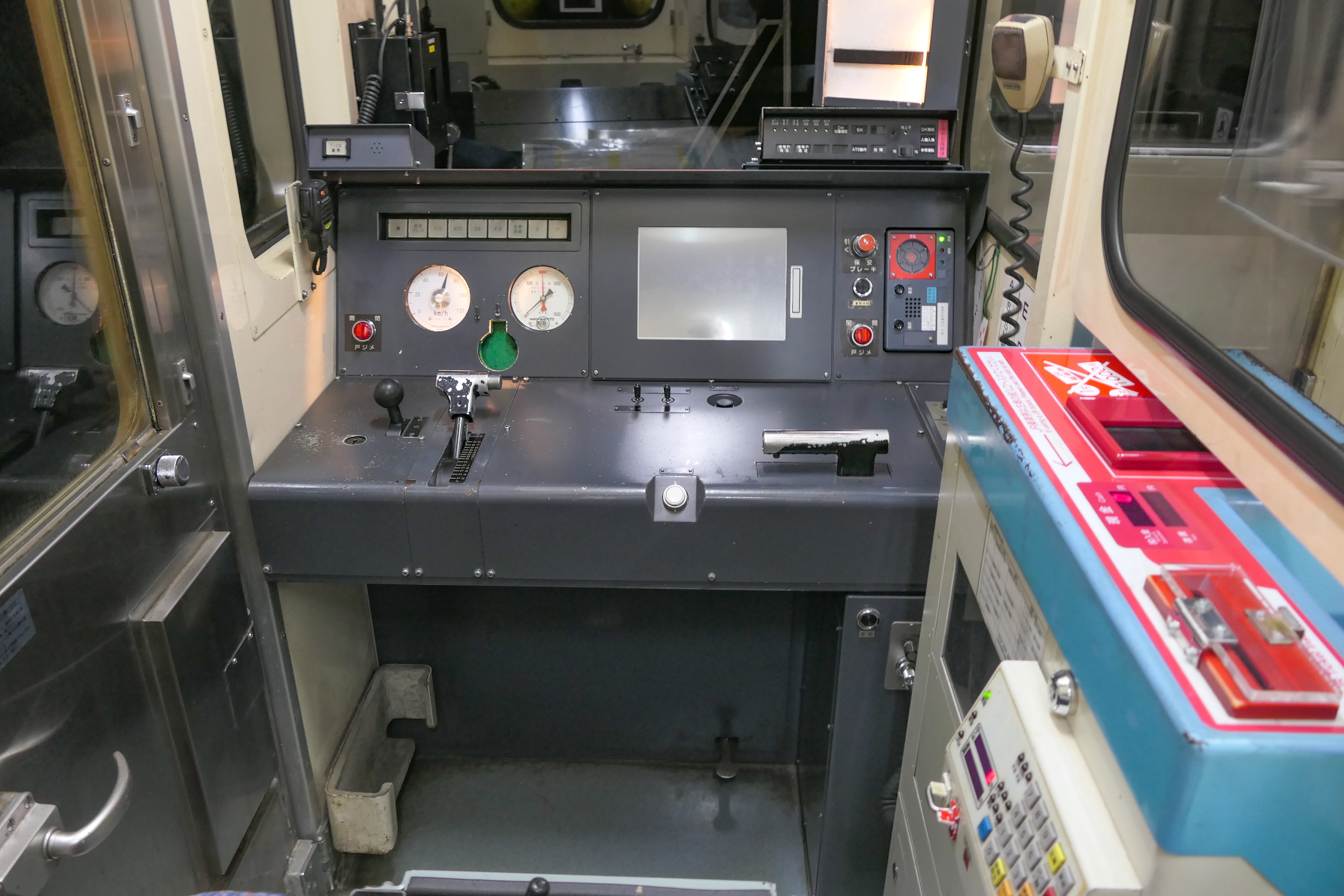
運転台

### 塗装
塗装は、一般車両の101 - 113、115、117が白い車体の上に沿線で取れる柑橘類をイメージしたオレンジ色のライン、更にその上に沿線の山と田畑、八代海（不知火海）、東シナ海をイメージした緑色と青色のラインとなっている。151と152はイベント兼用車両のため、開業時は151は「さっぴいふるさとくん」、152は「おれんじちゃん」のラッピングが施されていた。おれんじ食堂用車両の114、116は沿線の八代海、東シナ海をイメージしたダーク（ネイビー）ブルーに金の帯である。
その後、様々なラッピングやイラスト塗装が施された車両も多い。例としてイベント兼用車両の151 は2010年7月7日から2年間の予定 で松本零士の漫画『銀河鉄道999』のデザインラッピング車両「銀河鉄道999号」となっていた。終了予定であった2012年7月以降も期間延長と言う形で長く走り続けていたが、2015年10月3日の運行を以て運用を終了した。運行終了当日は特製のさよならヘッドマークが掲げられ、さよなら999イベントが開催された。152も肥薩おれんじ鉄道の公式キャラクター「おれんじちゃん」のラッピングで、開業当初の2004年3月13日のデビュー当時から運行されてきた当社で最も古いラッピング車両であったが、こちらも2015年11月8日の運行を以て運行を終了した。10月26日から11月8日まで引退イベントとして「ありがとうおれんじちゃんキャンペーン」が開催された。その後、151、152とも検査時にラッピングや装飾が全て剥がされ、一般車両と同じ塗装に塗り直されて出場している。
一般車両では113がぐりぶーのデザインラッピングを施した「ぐりぶーとさくらのらぶートレイン」となり、2013年11月23日に出発式が行われた。2015年の検査時に「ぐりぶーファミリートレイン」へリニューアルされている。
107は、111に続いてくまモンのデザインラッピングを施した「くまモン2号」になり、2015年1月21日に出発式が行われた ほか、こちらも熊本県や鹿児島県、おれんじ鉄道沿線の観光案内や宣伝を中心とした様々なラッピング車両が運行されている。2018年3月10日からはさらに102が「くまモン3号」となり運行されている。
2018年10月26日から2019年8月19日まで103が、自社線を舞台とした映画『かぞくいろ RAILWAYS わたしたちの出発』のラッピングを施されて運行された。
2019年8月6日から106が、2020年に開催される第75回国民体育大会のラッピングを施されている。
2020年1月より同社と姉妹路線となっていた台湾鉄路管理局（台鉄）の屏東線および南迴線で使用されているDR3100型などのディーゼル自強号（柴聯自強号）仕様のラッピング車が運行を開始した。局のロゴや塗装だけではなく前面扉上にある高電圧電車線への注意を促す「危險 電車線有高壓電」のステッカーも中国語のまま再現されている。
2020年12月19日から2023年5月（予定）まで117が、沿線の芦北町が舞台のモデルとなっているアニメ『放課後ていぼう日誌』のラッピング車となっている。

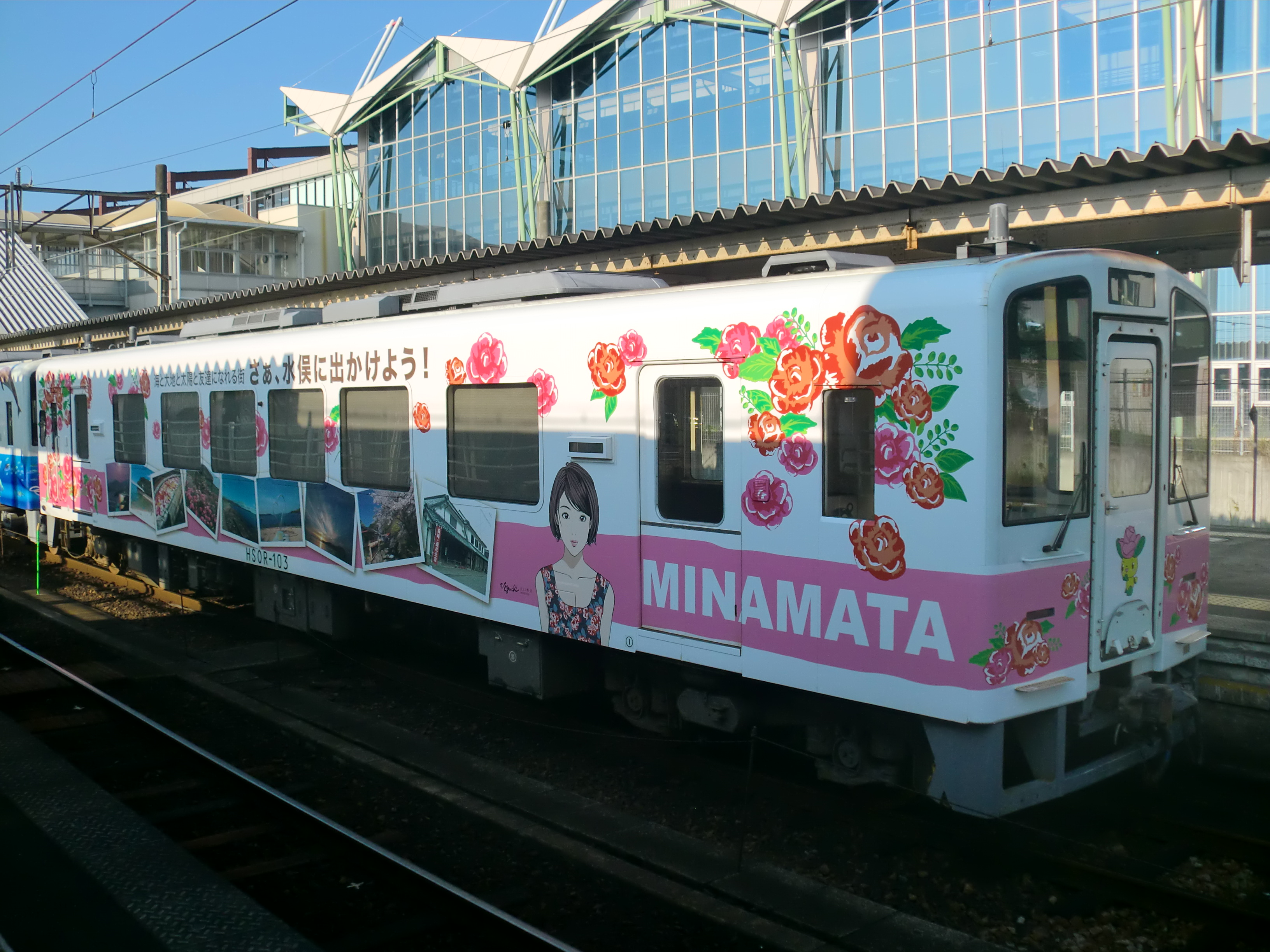
103 江口寿史デザイン「水俣号」（運行終了）
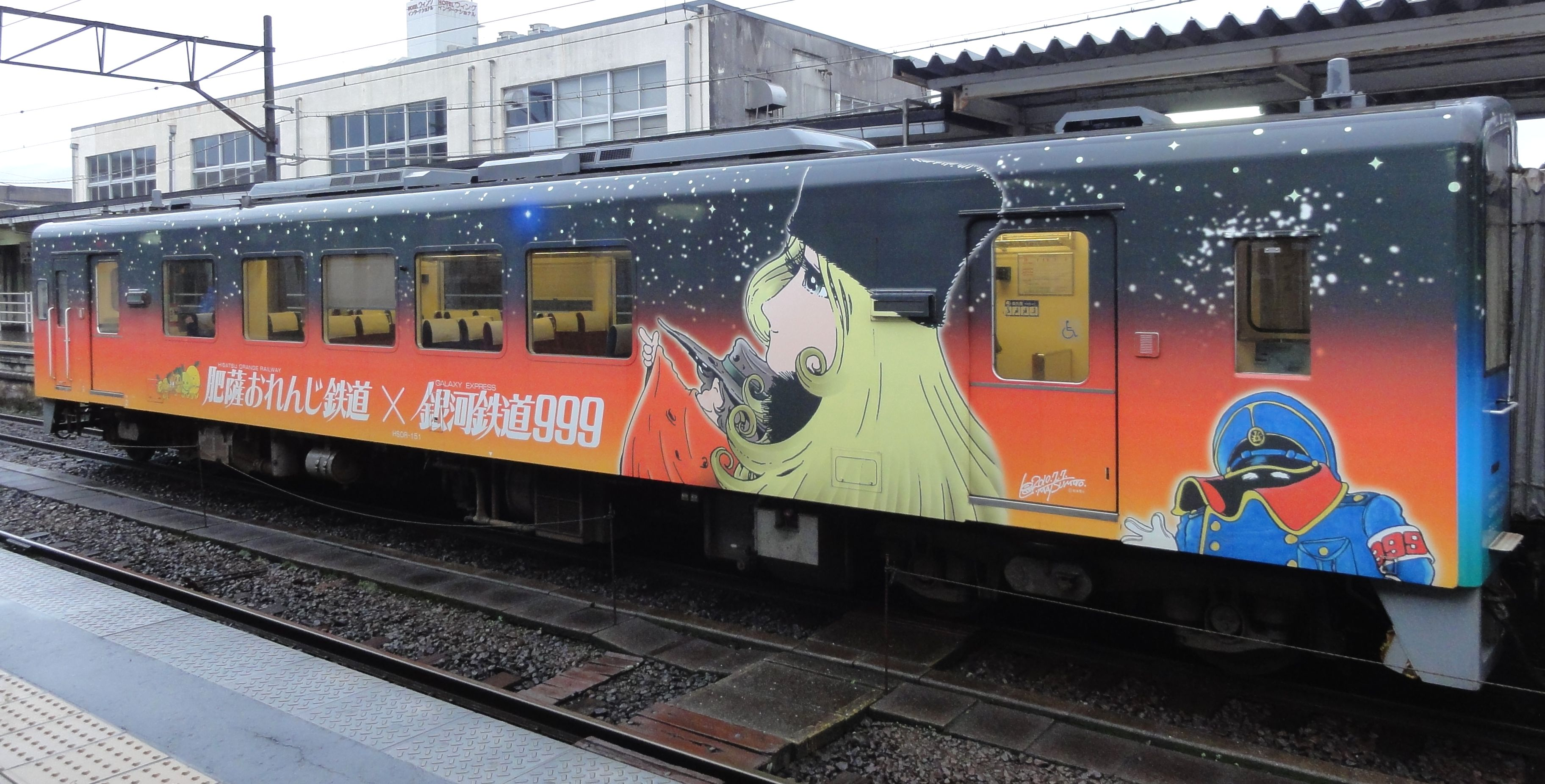
151 「銀河鉄道999号」（運行終了）
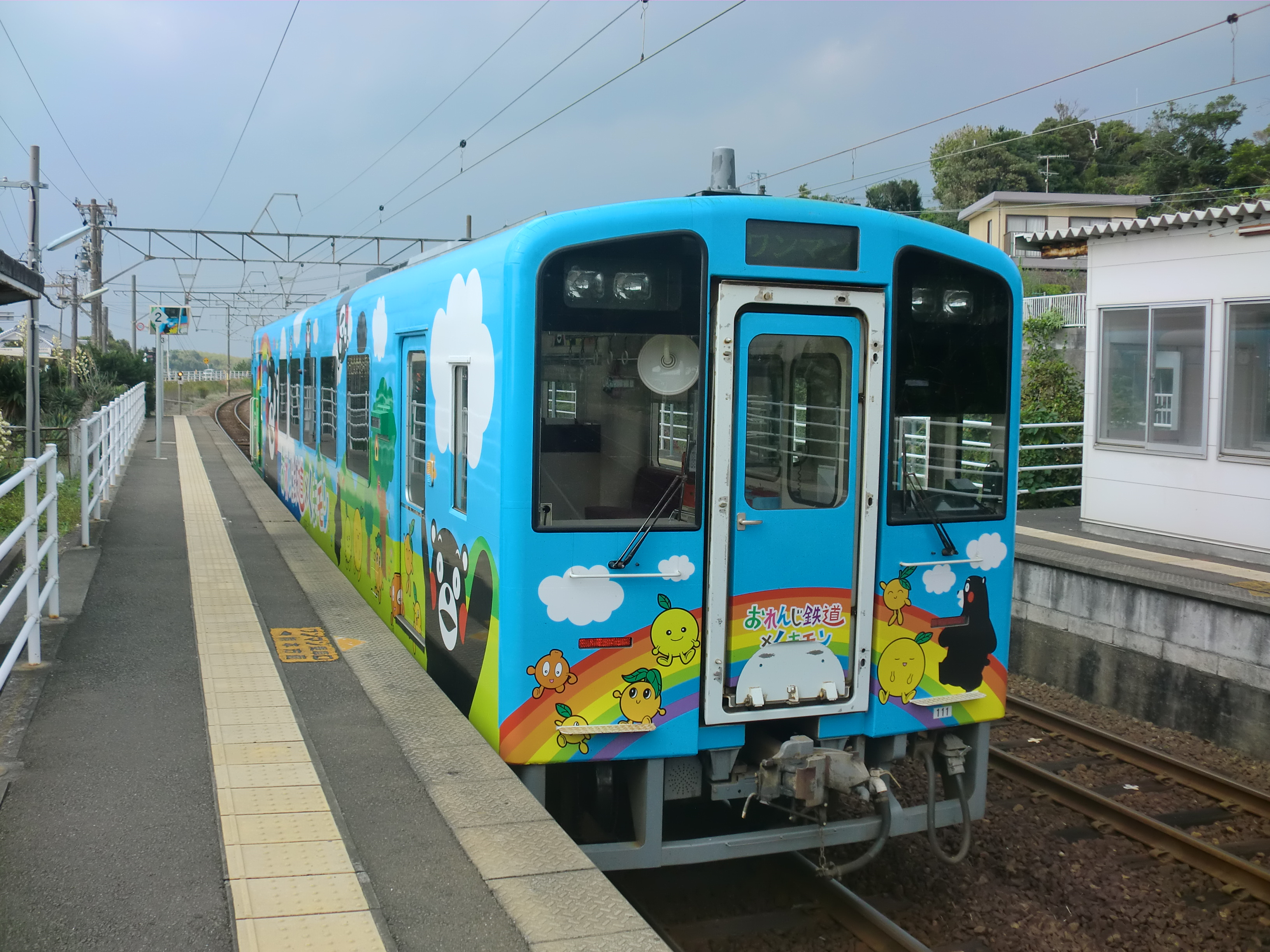
111 「くまモン号」
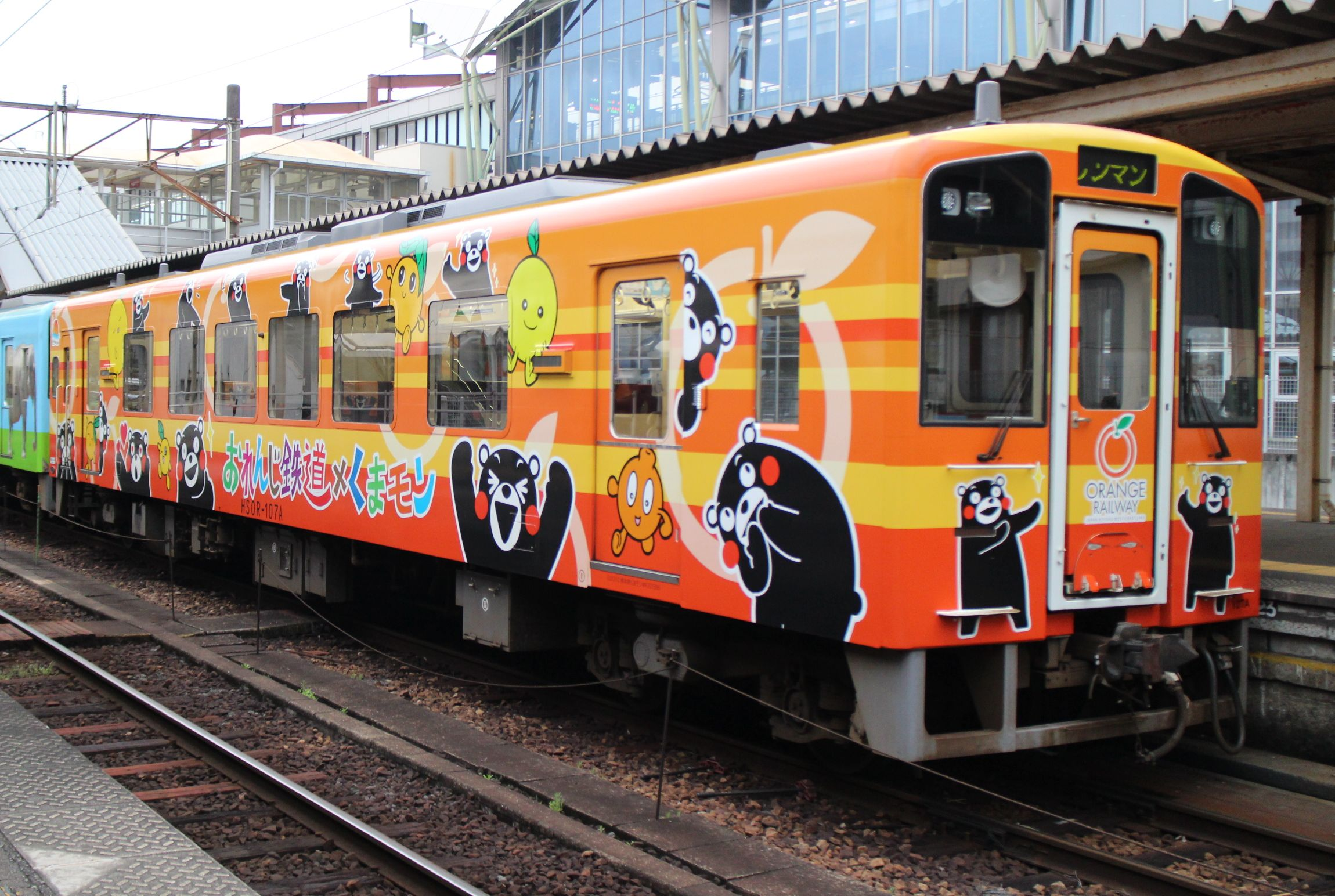
107 「くまモン2号」
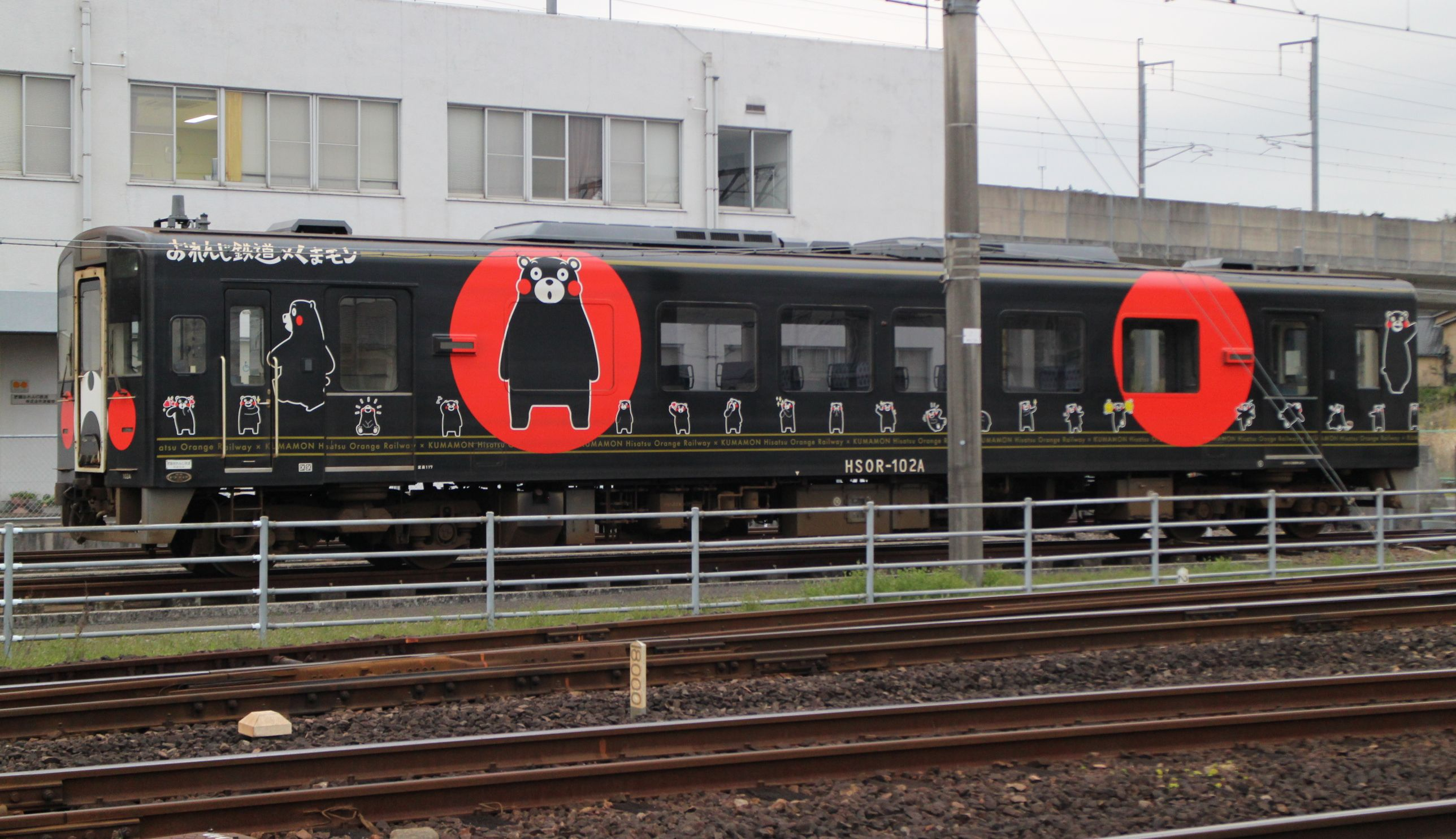
102 「くまモン3号」
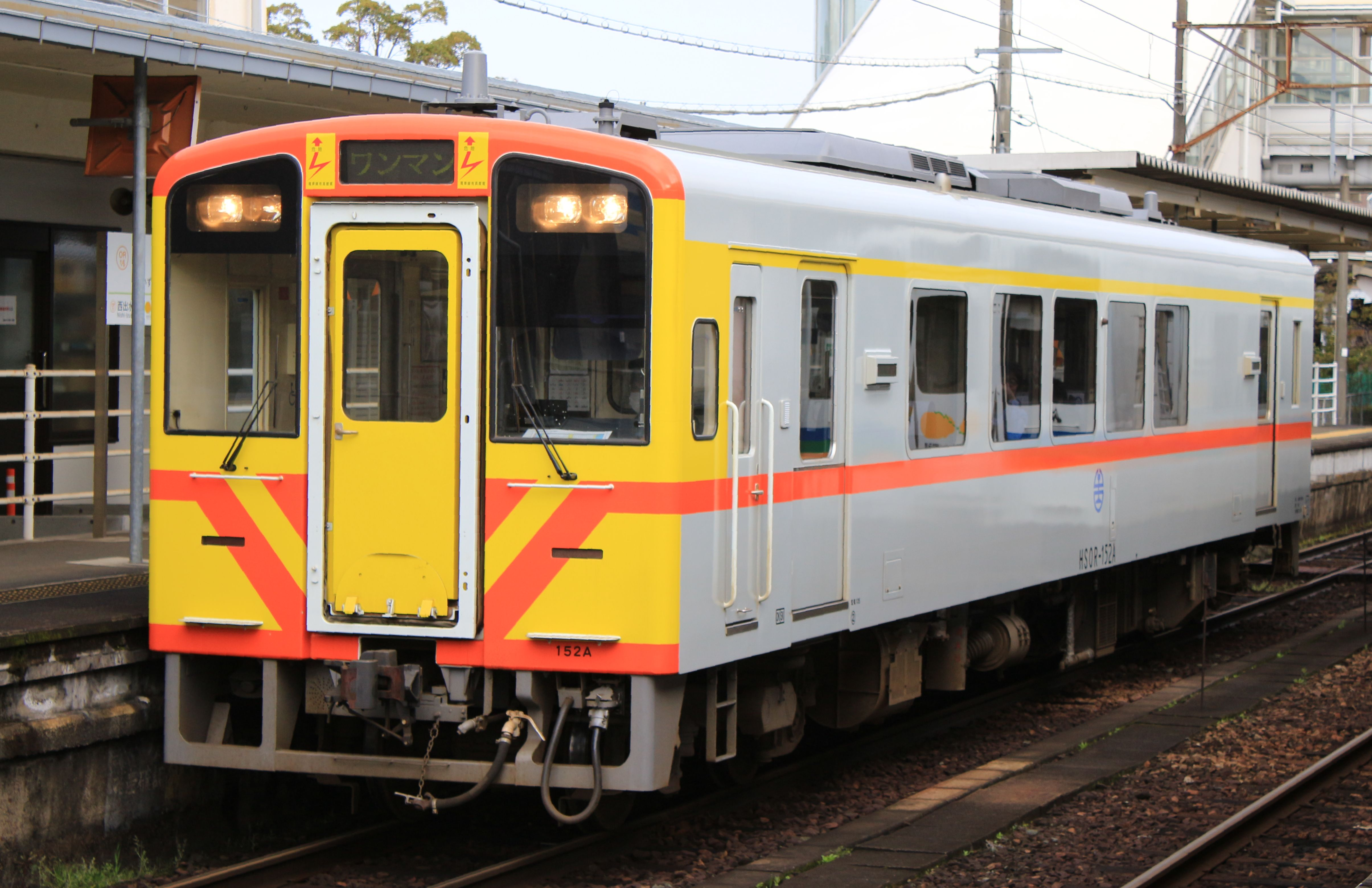
152「台鉄DC自強号気動車」仕様

## 「おれんじ食堂」用車両

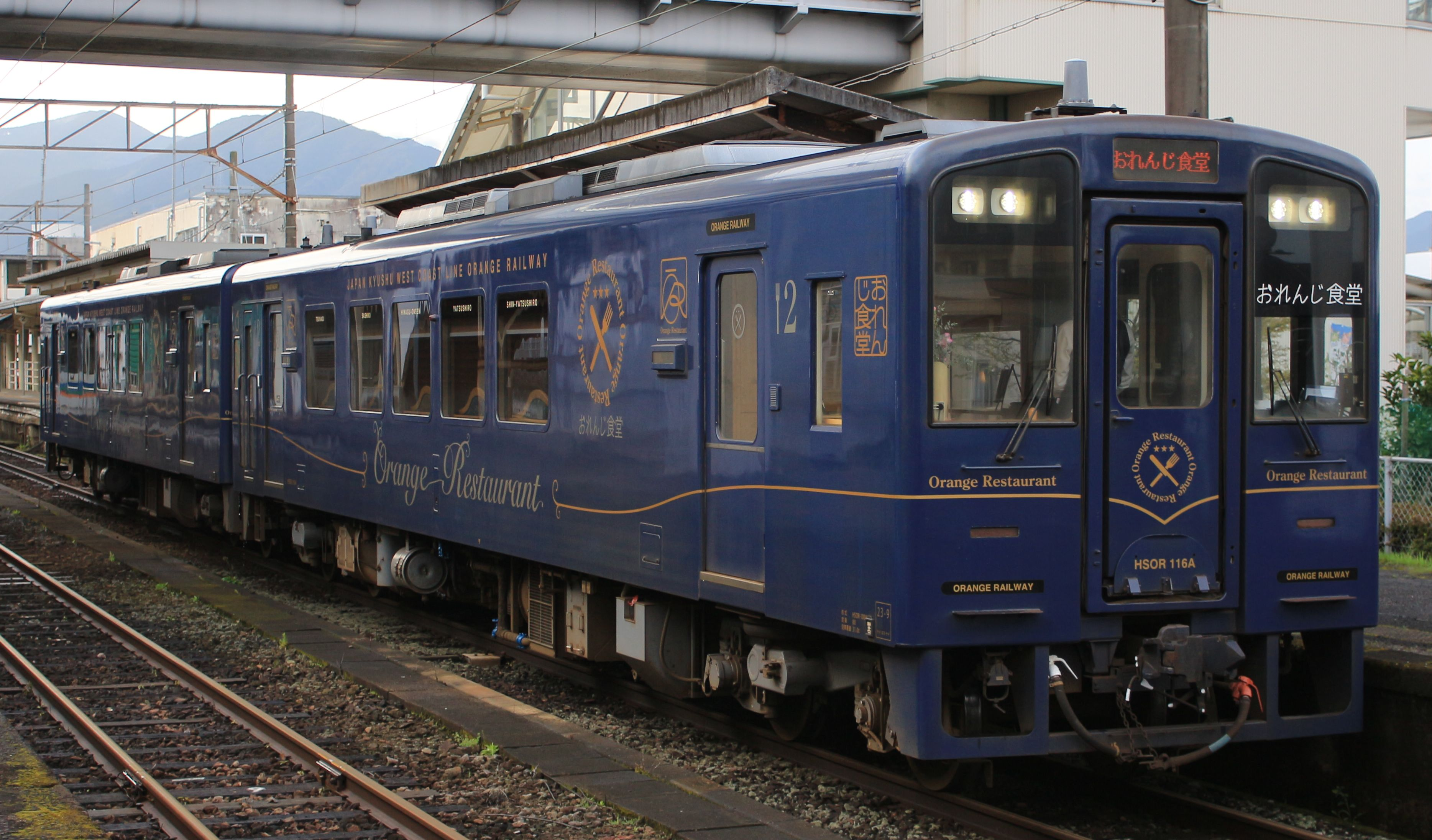
HSOR-116「おれんじ食堂」

観光列車「おれんじ食堂」の専用車両として114と116の2両が改造され、2013年3月24日より運行を開始した。塗装を含めた内外のデザインは水戸岡鋭治が手がけ、大阪車輌工業で改造が実施された。
- 114…1号車（ダイニングカー）

テーブル席とカウンター（ハイカウンター）席が中心。トイレと床下の汚物タンクを撤去し、キッチンが設けられている。またキッチン部分の床下には排水タンクを設けたほか、冷蔵庫・IH調理器・ミキサーなどに電源を供給するための3.1kVAディーゼルインバータ発電機（iDG3100M）が取り付けられている。
- 116…2号車（リビングカー）

トイレ付き。テーブル席やパーティションで仕切られたソファー席、沿線の名産品を展示した棚などが設けられている。
川内方から HSOR-114+116 の2両編成で運行され、編成中央寄りにキッチン、端部寄り（八代方）にトイレがそれぞれ位置する形となる。乗降口は編成両端の2箇所を使用し、中間の2箇所は締切となる。中間の乗務員室は倉庫として使用されているが、運転席やマスコンハンドルなどの機器はそのまま残されており、車両検査などで分割や入れ換えをする際に使用される。

## ATS換装
JR九州のATS装置機能向上に合わせ、2014年以降、定期検査の際にATS車上装置を従来のATS-SKから新しいATS-DKに更新する工事が施工されている。施工済み車両は識別のため番号の後にAが追加される。2014年3月中旬にHSOR-110から施工を開始した。以後、JR九州熊本支社・鹿児島支社管内でのATS-DK使用開始に向けて2015年度までに全ての車両にATS-DKを搭載した。